# イヴォンヌ・エリマン
イヴォンヌ・マリアンヌ・エリマン（英語: Yvonne Marianne Elliman, 1951年12月29日 - ）は、ハワイ生まれのアメリカ合衆国のシンガーソングライター、女優。日系アメリカ人である。
1978年1月にリリースされた「アイ・キャント・ハヴ・ユー」は全米シングルチャートで第1位を記録した。この曲は映画『サタデー・ナイト・フィーバー』のサウンドトラックとして世界中で流行した。
歌手としてグラミー賞を受賞し、女優として映画『ジーザス・クライスト・スーパースター』でゴールデングローブ賞主演女優賞にノミネートされた。

## 生い立ち
アメリカ合衆国のハワイ州ホノルルで日系人の母親とアイルランド系アメリカ人の父親に生まれ、幼少期から父親にピアノの手ほどきを受けた。ホノルルの高校へ通い地元の学生らとバンド「We Folk」を結成して活動した。同校を卒業後の1969年にロンドンへ行く。

## キャリア

### シンガー
1969年はロンドンのライブハウス、フォーク・クラブ、バーなどで唄っていたが、作曲家のアンドルー・ロイド・ウェバーと作詞の家ティム・ライスに才能を見出される。ロックミュージカル『ジーザス・クライスト・スーパースター』の楽曲に、ディープ・パープルのイアン・ギランとともに歌手として参加した。1971年に『ジーザス・クライスト・スーパースター』の楽曲「I Don’t Know How to Love Him」を唄い、全米シングルチャートで28位となる。
1974年にエリック・クラプトンから招かれ、以降5年間エリック・クラプトン・バンドでバック・ボーカルなどを担当する。
1976年にシングル曲「Love Me」が全米シングルチャートで14位、全英シングルチャートで6位となり、続くシングル曲「ハロー・ストレンジャー」が 全米シングルチャートで15位、イージーリスニング・チャートで1位となる。
ビージーズが提供したシングル曲「アイ・キャント・ハヴ・ユー」は1978年1月に発売されて全米シングルチャートで1位、全英シングルチャートで4位となる。映画『サタデー・ナイト・フィーバー』のサウンドトラックで第21回 グラミー賞最優秀アルバム賞を受賞した。

### 女優
1971年にロックミュージカル『ジーザス・クライスト・スーパースター』でマグダラのマリア役を演ずる。
1973年にノーマン・ジュイソン監督が映画化した『ジーザス・クライスト・スーパースター』で、ミュージカル時代と同じくマグダラのマリア役を主演し、第31回ゴールデングローブ賞映画部門 主演女優賞 (ミュージカル・コメディ部門)にノミネートされた。

## ディスコグラフィ

### スタジオ・アルバム
- 『イヴォンヌ・エリマン・ソロ』 - Yvonne Elliman (1972年)
- 『フード・オブ・ラヴ』 - Food of Love (1973年)
- 『ライジング・サン』 - Rising Sun (1975年)
- 『ラヴ・ミー』 - Love Me (1977年)
- 『ナイト・フライト』 - Night Flight (1978年)
- 『イヴォンヌ』 - Yvonne (1979年)

### コンピレーション・アルバム
- The Very Best of Yvonne Elliman (1995年)
- The Best of Yvonne Elliman (1997年)
- If I Can't Have You (1999年)
- Yvonne Elliman (1999年)
- The Collection (2001年)
- 20th Century Masters -The Millennium Collection (2004年)

### EP
- Simple Needs (2004年)

### シングル
- "I Don't Know　How to Love Him" (1971年) ※全米28位
- "Everything's Alright" (1971年)
- "I Can't Explain" (1973年)
- "Walk Right In" (1975年)
- "Love Me" (1976年) ※全米14位
- "Hello Stranger" (1977年) ※全米15位
- "I Can't Get You　Out of My Mind" (1977年)
- 「アイ・キャント・ハヴ・ユー」 - "If I Can't Have You" (1978年) ※全米1位
- "Moment By Moment" (1979年)
- "Savannah" (1979年)
- "Love Pains" (1979年) ※全米34位
- "Your Precious Love" (1980年)
- "Edge of the World" (1983年) ※映画『ウォー・ゲーム』主題歌　インストゥルメンタル版がエンドロールで流れる
- "Slippery Slide" (2003年)
- "Steady As You Go" (2003年)
- "Queen Of Clean" (2003年)

## 主な出演作品
- ジーザス・クライスト・スーパースター Jesus Christ Superstar（1973）
- サージャント・ペッパー Sgt. Pepper's Lonely Hearts Club Band（1978）
- ハワイ5-0 Hawaii Five-O （テレビシリーズ）（1978-1979）

## 受賞とノミネート
- 1973年度 第31回 ゴールデングローブ賞 主演女優賞 (ミュージカル・コメディ部門) ノミネート
- 1979年度 第21回 グラミー賞最優秀アルバム賞 受賞